# Ea Rốk
Ea Rốk là một xã thuộc tỉnh Đắk Lắk, Việt Nam.
Xã Ea Rốk có diện tích 172,52 km², dân số năm 1999 là 3719 người, mật độ dân số đạt 22 người/km².